# ستانلي كروفورد
ستانلي كروفورد (بالإنجليزية: Stanley Crawford)‏ (2 أكتوبر 1937، سان دييغو في الولايات المتحدة)؛ روائي أمريكي.